# Planet (site web)
 (décembre 2021).
Si vous disposez d'ouvrages ou d'articles de référence ou si vous connaissez des sites web de qualité traitant du thème abordé ici, merci de compléter l'article en donnant les références utiles à sa vérifiabilité et en les liant à la section « Notes et références ».
Pour les articles homonymes, voir Planet.
Un Planet est un site web dynamique qui agrège le plus souvent sur une seule page, le contenu de notes, d'articles ou de billets publiés sur des blogs ou sites web afin d'accentuer leur visibilité et de faire ressortir des contenus pertinents aux multiples formats (texte, audio, vidéo, podcast...). C'est un agrégateur de flux RSS. Il s'apparente à un portail web. Certains blogueurs emploient le terme de « salade » pour caractériser le mélange et la mixité des provenances de flux agrégés.

## Fonctionnement
Un Planet recense et classe dans une liste ordonnée les flux (RSS, Atom ou RDF) de divers sites web par ordre anti-chronologique, calqués sur le modèle d'un blog. L'agrégation de flux s'effectue manuellement, automatiquement (généralement avec des tâches Cron) ou en temps réel, en fonction des caractéristiques de l'outil et de la volonté de l'administrateur de la plateforme.
En principe, une application capable d'agréger et d'ordonner des flux RSS (agrégation) s'apparente à un Planet. En agrégeant des flux RSS et en s'abonnant à des fils de nouvelles, le Planet permet la visualisation pertinente de contenus en provenance, ordonnés et triés par date, par mots-clés, par catégorie, par thème. Il est possible de paramétrer le Planet de façon à n’agréger que certaines parties des flux à l’aide des étiquettes ou tags couramment attribuées aux billets.
Certaines applications offrent la possibilité aux lecteurs de publier un contenu au sein du Planet. Le contenu de la note ou du billet venant s'insérer dans l'ordre de lecture des flux agrégés. Cette possibilité est une forme de Microblogging.
Par définition, le dépôt éventuel de contributions s'effectue sur le blog ou site web de l'auteur ayant mis à disposition un flux RSS (syndication). Il est toutefois possible de publier une note ou un commentaire directement sur cet agrégateur de flux.

## Application
Pour fonctionner, un Planet s'appuie généralement sur la création d'une base de données permettant le stockage des flux en provenance.
L'application la plus connue pour réaliser un Planet est PlanetPlanet[citation nécessaire], écrit en langage Python. Cette solution n'est pas la plus facile à mettre en œuvre et suppose des connaissances en matière de langage informatique.